# Daba
|  | Per a altres significats, vegeu «Diba (ciutat)». |

El daba (també conegut com a dabba) és un grup dialectal txadià parlat al Camerun, a l'Extrem Nord, i en una vila de la veïna Nigèria. Blench (2006) considera el mazagway com un dialecte.
El daba es parla a la part nord del departament de Mayo-Louti a la regió del nord (al municipi de Mayo-Oulo), estenent-se lleugerament cap al departament de Mayo-Tsanaga (als municipis de Hina i Bourrha) i al departament de Diamaré (al municipi de Ndoukoula a la regió de l'Extrem Nord). El daba (kanakana), la varietat més occidental aïllada de la resta de dialectes, es parlada a Douroum, a la part nord del municipi Mayo-Oulo i a la zona de Garoua Daba (enclavament del municipi de Hina) i al municipi de Bourrha. El tpala, al nord-est, es parla a la zona de Ndoukoula.
La llengua daba està classificada com a vulnerable. En aquest moment la llengua encara s'empra, però s'enfronta a obstacles que podrien posar en perill la seva existència continuada. Entre els reptes al que s'enfronta hi ha la influència de llengües més dominants, com el francès i el fulfulde, i canvis socioeconòmics que promouen l'adopció d'altres llengües.
S'han fet esforços per registrar i revitalitzar la llengua daba, entre aquestos la creació d'un diccionari que tradueix entre daba, francès i fulfulde. Aquest glossari tracta d'ajudar tant als parlants nadius com als que l'estudien. Aquesta iniciativa forma part d'una tasca més àmplia destinada a registrar i catalogar les llengües parlades per grups minoritaris. L'objectiu principal és crear materials accessibles per a l'educació i la preservació .